# بلوط افرابرگ

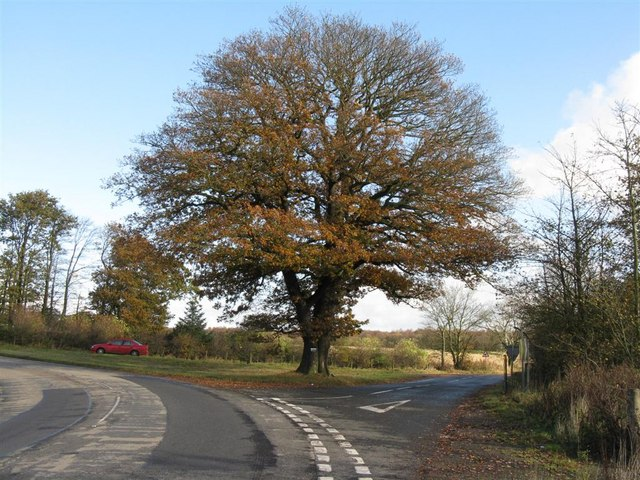
بلوط افرابرگ

بلوط افرابرگ (نام علمی: Quercus acerifolia) نام یک گونه از سرده بلوط است.